# Lev Artsimovitch
Pour les articles homonymes, voir Artsimovich.
Lev Andreïevitch Artsimovitch (en russe : Лев Андреевич Арцимович), né le 25 février 1909 à Moscou et décédé le 1er mars 1973 dans cette même ville, est un physicien soviétique, membre de l'Académie des sciences d'URSS (1953), du Præsidium de l'Académie des sciences d'URSS (1957) et Héros du travail socialiste en 1969.

## Biographie
Artsimovitch a travaillé dans le domaine de la fusion nucléaire et la physique des plasmas. Il a été directeur de l'Institut Kourtchatov, président du comité national de l'Union internationale de physique pure et appliquée, président du comité national des physiciens soviétiques, membre de la commission de désarmement et membre du Mouvement Pugwash. À ce titre, il a joué un rôle fondamental dans le développement de la science à l'intérieur de l'Union soviétique et au niveau international pendant près d'une décennie.
Artsimovitch est né à Moscou et a effectué ses études à Minsk. Il travaille à l'Institut Ioffe de 1930 à 1944. Il est professeur à l'Université de Leningrad pendant le siège de la ville durant la Seconde Guerre mondiale et devient un collaborateur d'Igor Kourtchatov. En 1944, il est membre de l'équipe de Kourtchatov qui développe la bombe atomique. En 1951, il devient le chef du programme soviétique sur la fusion thermonucléaire contrôlable.
En 1953, il est nommé professeur à l'Université d'État de Moscou. Il s'intéresse à de nombreuses branches de la physique, notamment les rayons X et la physique des particules. Il est l'un des inventeurs du tokamak.
Un cratère lunaire porte aujourd'hui son nom.